# Ибн Факих
Абу Бакр Ахмад бин Мухаммад ал-Хамадани или само Ибн Факих (на арабски:احمد بن محمد ابن الفقيه الهمذانی), е абасидски персийски географ и разказвач от Х век.

## Биография
Ибн Факих произхожда от персийски род от Хамадан, приел исляма. Автор е на Китаб ал-булдан (Книга за страните), в която разказва за факти от изтеклия IХ век. В нея автора се позовава на труда на Ибн Хурдазбих Китаб ал-масалик ва-л-мамалик.